# Queensbury (metrostation)
Queensbury is een station van de metro van Londen aan de Jubilee Line dat geopend is op 16 december 1934.

## Geschiedenis
Het station werd 2 jaar na de opening van de Stanmore-tak ingevoegd, op 20 november 1939 werd deze tak overgeheveld van de Metropolitan Line naar de Bakerloo Line en in 1979 volgde de overgang naar de Jubilee Line. De naam Queensbury verwees, toen deze werd gekozen, niet naar een bestaand  gebied, maar werd bedacht als analogie van Kingsbury. De daarna gebouwde voorstad Queensbury ligt vooral ten noordwesten van het metrostation in de London Borough of Harrow, terwijl het station in de London Borough of Brent ligt. 

## Ligging en inrichting
Het station ligt achter een woonblok met winkels op de westkop van de Beverly Drive. De toegang ligt midden in het gebouw tussen de winkels op de begane grond. Vanuit de stationshal loopt een tunnel in zuidwestelijke richting naar de metrolijn die hier op een talud ligt. De perrons liggen aan weerszijden van de sporen en zijn met vaste trappen met de tunnel verbonden. Samen met Canons Park is Queensbury sinds 2013 het station voor bezoekers aan het Hive Stadion. Dit stadion van Barnet FC ligt ongeveer 400 meter naar het noorden langs de metrolijn. 

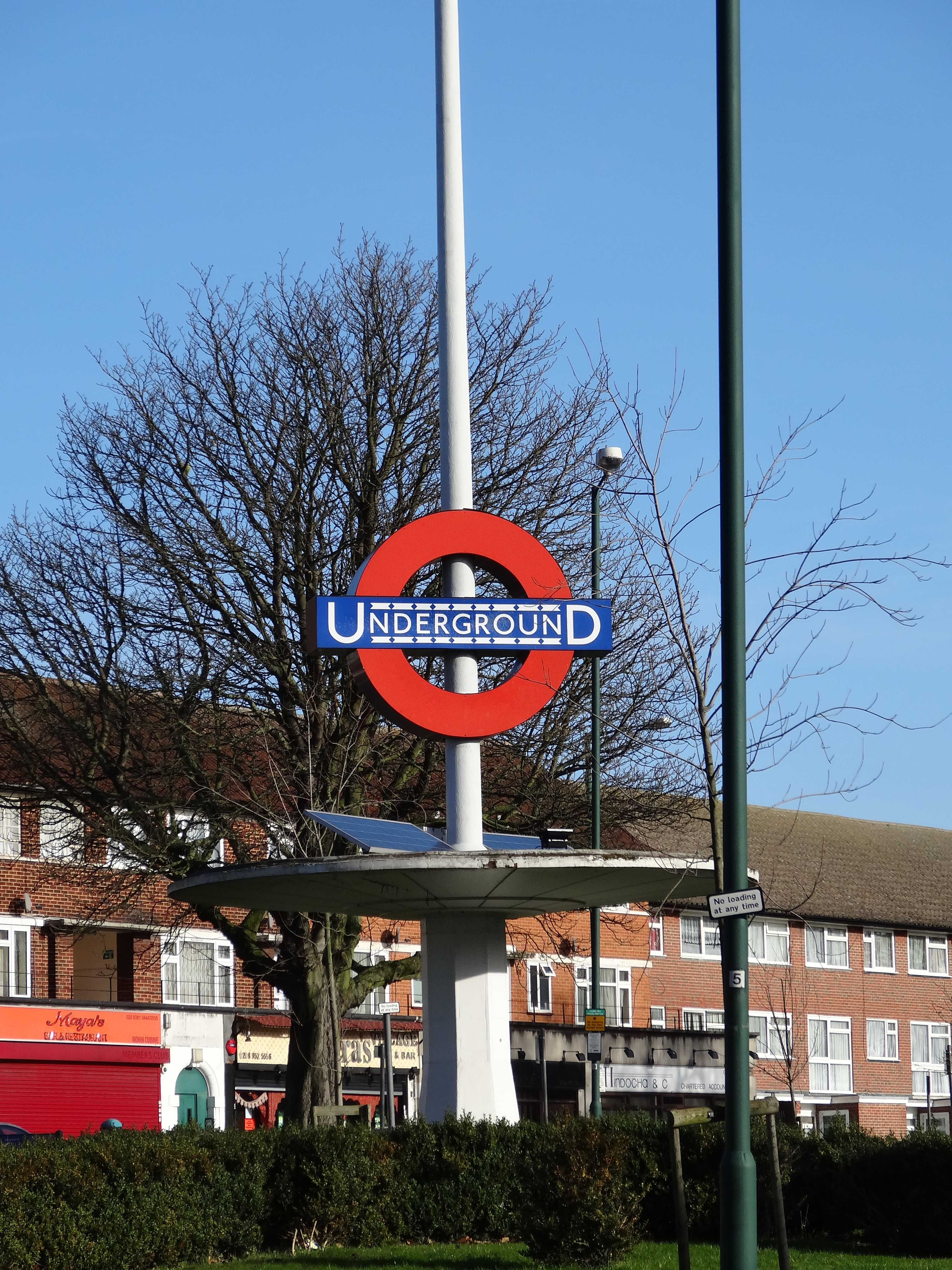
Het underground logo op de rotonde voor het station
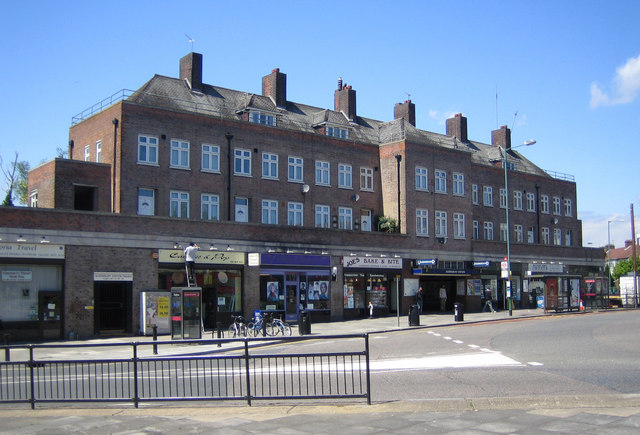
Het woonblok met de stationsingang op de begane grond.
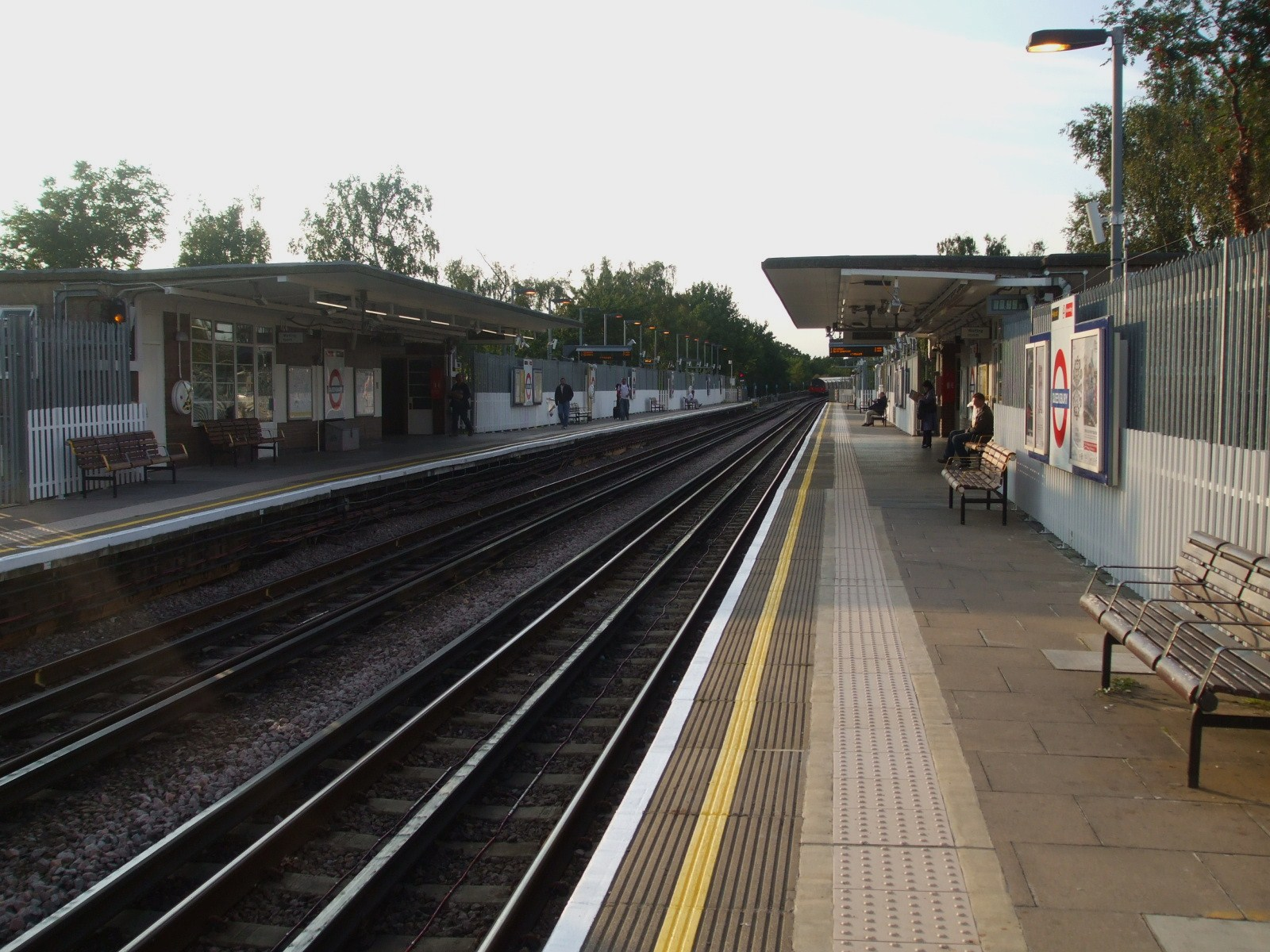
Een blik langs de baan in noordelijke richting

Het station en de lokale omgeving en personages werden genoemd in het nummer "Queensbury Station" van de uit Berlijn afkomstige punk-jazzband The Magoo Brothers. Het nummer staat op hun album "Beyond Believable", uitgebracht in 1988 bij de Bouncing Corporation. Het nummer werd geschreven door Paul Bonin en Melanie Hickford, die allebei opgroeiden in het gebied rond het station. 
Stanmore ·
Canons Park ·
Queensbury ·
Kingsbury ·
Wembley Park ·
Neasden ·
Dollis Hill ·
Willesden Green ·
Kilburn ·
West Hampstead ·
Finchley Road ·
Swiss Cottage ·
St. John's Wood ·
Baker Street ·
Bond Street ·
Green Park ·
Westminster ·
Waterloo ·
Southwark ·
London Bridge ·
Bermondsey ·
Canada Water ·
Canary Wharf ·
North Greenwich ·
Canning Town ·
West Ham ·
Stratford